# Нижний Симет
Нижний Симет (Тубэн Симет) — село в Сабинском районе Татарстана, в составе Верхнесиметского сельского поселения. Население 187 человек на 2010 год, на 2017 год в Нижнем Симете числится 3 улицы — Ленина и Октябрьская. Село известно с 1616 года.
Село расположено на реке Малая Мёша (правый приток реки Мёша), расстояние до районного центра Богатые Сабы 14 км, высота центра селения над уровнем моря — 137 м.

## История
По сведениям переписи 1897 года, в деревне Нижний Семит Мамадышского уезда Казанской губернии жили 693 человека (317 мужчин и 376 женщин), из них 688 мусульман.